# إيليا ريبين
إيليا ريبين (بالروسية: Илья́ Ефи́мович Ре́пин، بالأوكرانية: Ілля Юхимович Рєпін) ولد في 5 أغسطس 1844 في مدينة تشوغويفو في الإمبراطورية الروسية (أوكرانيا حاليا). وتوفي في 29, سبتمبر 1930 في ريبينو في فنلندا) هو رسام ونحات روسي. يعد إيليا ريبين أحد اعظم رسامي التيار الواقعي الروسي في القرن التاسع عشر، وعرف بقوة الملاحظة والقدرة على تجسيد ملامح الناس وعواطفهم، وتمكن في لوحاته من الإحاطة بحياة الشعب الروسي بكل عمق ورهافة حس. بالإضافة إلى الرسم اتقن النحت والغرافيك والكتابة والتدريس. وبفضل انتمائه للتيار الواقعي تمكن ريبين من تجسيد الحياة الروسية بشكل عام وبالتفاصيل وذلك في شتى أنواع الرسم وبخاصة في البورتريه. تلقى ريبين دروسه الأولى في الرسم في ورشة الايقونات. ثم انتقل إلى سان بطرسبورغ ليلتحق بأكاديمية الفنون للدراسة عند أفضل الرسامين حينذاك. وخلال سفره إلى فرنسا وإيطاليا تعرف على الفن الأوروبي الغربي لإتقان الرسم على الهواء الطلق. وبعد عودته إلى روسيا تناول موضوع تنوع حياة الشعب الروسي. وتفاعل ريبين مع أحداث عصره بحيوية، وفي الثمانينيات من القرن الـ19 اهتم كثيرا بموضوع الحركة الثورية.

## سيرته

### نشأته
وُلد ريبين في مدينة تشوغويف في محافظة خاركوف التابعة للإمبراطورية الروسية، في قلب المنطقة التاريخية، سلوبودا أوكرانيا. كان والده يفيم فاسيليفيتش ريبين جنديًا في فوج أولان التابع للجيش الإمبراطوري الروسي. في صباه، تلقى إيليا تعليمه في المدرسة المحلية حيث درّست والدته. التحق بمدرسة كانتون العسكرية في عام 1854. لم يكن لديه ذكريات جوهرية عن طفولته؛ ويرجع ذلك بشكل رئيس إلى المستوطنات العسكرية التي عاشت فيها عائلته.
في عام 1856، أصبح طالبًا لإيفان بوناكوف، رسام الأيقونة المحلية. خلال العامين 1859 و1863، رسم أيقونات ولوحات جدارية بالعمولة لجمعية تشجيع الفنانين. في عام 1864، بدأ في حضور الأكاديمية الإمبراطورية للفنون، والتقى بالرسام إيفان كرامسكوي. حصل على ميدالية ذهبية صغيرة عن لوحته «جوب وأصدقاؤه» في عام 1869. التقى أيضًا بالناقد فلاديمير ستاسوف، ورسم صورة لفيرا شيفتسوفا، زوجته لاحقًا.
سافر ريبين إلى نهر الفولغا في عام 1870 لرسم المناظر الطبيعية والبحارة (يحيي ذكرى هذه الزيارة منزل ريبين ومتحف ريبين على نهر الفولغا). في العام التالي، حصل على ميدالية ذهبية كبيرة لرسمته «إقامة ابنة جايروس». تزوج فيرا شيفتسوفا في عام 1872، والتقى ببافيل تريتياكوف الذي اشترى بعض أعمال ريبين الأولى. وُلدت ابنة ريبين الأولى، فيرا، في نفس العام. خلال هذه الفترة، عمل على لوحة «بحارة على نهر الفولغا» بتكليف من الدوق الأكبر فلاديمير ألكسندروفيتش. اكتملت اللوحة في عام 1873.
في رسالة وجهها ريبين في عام 1872 إلى ستاسوف كتب: «الفلاح الآن هو القاضي، لذا من الضروري تمثيل مصالحه. (هذا هو الأمر بالنسبة لي، إذ إنني، كما تعلمون، فلاح، ابن جندي متقاعد خدم سبعة وعشرين عامًا شاقًا في جيش نيكولاي الأول)». في عام 1873، سافر ريبين إلى إيطاليا وفرنسا مع عائلته. وُلدت ابنته الثانية ناديجدا عام 1874.

### حياته المهنية

#### سبعينيات القرن التاسع عشر والثمانينيات
خلال العامين 1874 و1876، ساهم في صالون باريس وفي معارض لجمعية الهائمين في سانت بطرسبرغ. عندما كان في فرنسا، أصبح على دراية بالانطباعيين والجدل حول توجه جديد للفن. رغم إعرابه عن إعجابه ببعض التقنيات الانطباعية، خصوصًا تصويرهم للضوء واللون، إلا أنه لمس افتقار عملهم إلى الغرض الأخلاقي أو الاجتماعي، ما يمثل العوامل الأساسية في فنه.
فاز ريبين بلقب الأكاديمي عام 1876 عن لوحته «سادكو» في مملكة تحت الماء. وُلد ابنه يوري في العام التالي. انتقل إلى موسكو في ذلك العام، وأنتج مجموعة واسعة من الأعمال بما في ذلك لوحتان رسمهما لأرخيب كوينجي وإيفان شيشكين. في عام 1878، أصبح صديقًا لليو تولستوي والرسام فاسيلي سوريكوف. وُلدت ابنته الثالثة تاتيانا في عام 1880. كان يرتاد الدائرة الفنية لسافا مامونتوف، التي تجمعت في متحف أبرامتسيفو، ترِكة سافا بالقرب من موسكو. التقى ريبين هنا بالعديد من الرسامين البارزين في ذلك الوقت، بما في ذلك فاسيلي بولينوف، وفالنتين سيروف، وميخائيل فروبيل. انفصل عن فيرا في عام 1882، مع بقائهما على علاقة ودية بعد ذلك.
كثيرًا ما كان معاصرو ريبين يعلقون على قدرته الخاصة على تصوير حياة الفلاحين في أعماله. في رسالة إلى ستاسوف عام 1876، كتب كرامسكوي: «ريبين قادر على تصوير الفلاح الروسي كما هو بالضبط. أعرف العديد من الفنانين الذين رسموا الفلاحين، بعضهم بشكل جيد جدًا، ولكن لم يقترب أحدهم من عمل ريبين». قال ليو تولستوي في وقت لاحق إن ريبين «يصور حياة الناس أفضل بكثير من أي فنان روسي آخر». امتُدح أيضًا لقدرته على نسخ الحياة البشرية بقوة مؤثرة وزاهية.
في عام 1880، سافر إلى زاباروجيا لجمع المواد اللازمة للوحة «رد القوزاق الزابوروزيان». في عام 1883، سافر حول أوروبا الغربية مع فلاديمير ستاسوف. عُرضت لوحة ريبين «موكب ديني في مقاطعة كورسك» في معرض جمعية الهائمين الحادي عشر. عُرضت لوحته «إيفان الرهيب وابنه» في معرض جمعية الهائمين الثاني عشر في عام 1885. سافر إلى شبه جزيرة القرم مع آرخيب كوينجي في عام 1886، وأنتج رسومات ورسومًا تخطيطية حول مواضيع الكتاب المقدس.
في عام 1887 زار النمسا وإيطاليا وألمانيا، وتقاعد من مجلس جمعية الهائمين. رسم صورتين لليو تولستوي في ياسنايا بوليانا في ذلك العام، وجهز التحضيرات للوحته «حراثة ليو تولستوي»، ورسم ألكسندر بوشكين على شاطئ البحر الأسود (بالتعاون مع إيفان إيفازوفسكي). في عام 1888، سافر إلى جنوب روسيا والقوقاز، حيث رسم أحفاد القوزاق الزابوروزيان. في عام 1889، سافر إلى باريس لمشاهدة المعرض العالمي، ثم زار لندن، وزيورخ، وميونيخ مع ستاسوف.
أنتِجت معظم أفضل لوحات ريبين التصويرية في ثمانينيات القرن التاسع عشر. من خلال عرض الوجوه الحقيقية، تعبر هذه اللوحات عن روح العصر الغنية، والمأساوية، والمتفائلة. أصبحت لوحاته التي رسمها لأليكسي بيسمسكي (عام 1880)، وموديست موسورسكي (عام 1881)، وغيرها من اللوحات على مدى العقد، مألوفة لأجيال كاملة من الروس. تبدو كل لوحة نابضة بالحياة تمامًا، إذ تنقل الطبيعة العابرة القابلة للتغيير للحالة الذهنية للشخص المرسوم. تعطي تجسيدًا مكثفًا للحياة الجسدية والروحية للمرسومين.

#### تسعينيات القرن التاسع عشر
في عام 1890، كُلف حكوميًا للعمل على وضع قانون جديد لأكاديمية الفنون. في عام 1891، استقال من جمعية الهائمين احتجاجًا على قانون جديد يقيد حقوق الفنانين الشباب. أقيم معرض لأعمال ريبين وشيشكين في أكاديمية الفنون، وشمل ذلك «رد القوزاق الزابوروزيان». في عام 1892، أقام معرضًا لرجل واحد في متحف التاريخ في موسكو. في عام 1893، زار مدارس الفنون الأكاديمية في وارسو، كراكوف، ميونيخ، فيينا، وباريس لمراقبة ودراسة أساليب التدريس. أمضى الشتاء في إيطاليا ونشر مقالاته «رسائل في الفن».
في عام 1894، بدأ بتدريس فصل في مدرسة الفنون العليا الملحقة بأكاديمية الفنون، وهو المنصب الذي شغله بشكل متقطع حتى عام 1907. رسم صور الإمبراطور نيقولا الثاني والأميرة ماريا تينيشيفا عام 1895. حضر المعرض الروسي في نيجني نوفغورود في عام 1896. عُرضت لوحاته في سانت بطرسبرغ، في معرض أعمال الفن الإبداعي. شملت لوحاته من هذا العام «المبارزة» و«دون خوان ودونا آنا». في عام 1897، عاد إلى جمعية الهائمين، وعُين رئيسًا للمدرسة الفنية العليا مدة عام. في عام 1898، سافر إلى الأرض المقدسة، ورسم أيقونة «حمل الصليب» لكاتدرائية ألكسندر نڤسكي الأرثوذكسية الروسية في القدس. بعد عودته إلى روسيا، حضر جنازة بافيل تريتياكوف. في عام 1899، انضم إلى مجلس تحرير مجلة «وورلد أوف آرت»، ولكنه سرعان ما استقال من منصبه.
التقى نوردمان في عام 1900. فُتن ريبين بها، وذهبا للعيش في منزلها، في بيناتي، كواكالا في فنلندا. كان الزوجان يدعوان فنانين مشهورين من روسيا كل يوم أربعاء، إذ كان منزلهما الجديد على بعد ساعة بالقطار من سان بطرسبرغ. مكنت تجمعات الأربعاء ريبين من وضع «ألبوم» من اللوحات لنوردمان. رسم لوحات تصويرية للضيوف، حاملةً أسماءهم، ومهنهم، وأحيانًا إمضاءهم. عُرفت نوردمان باستضافتها، وكان من بين الزوار، الكُتاب مكسيم غوركي وألكسندر كوبرين، والفنانين فاسيلي بولينوف وآيزاك برودسكي ونيكولاي فيشن، إضافة إلى الشاعر فلاديمير ماياكوفسكي، والفيلسوف فاسيلي روزانوف، والعالم فلاديمير بختريف. كانت نوردمان الأمين لهذا الألبوم، إذ أعِد ليُعرض في المعرض العالمي في إيطاليا عام 1911. كان ريبين يصف نوردمان بـ«حب حياته». أصبح البيناتي مكانًا هامًا للتجمع الفني والأدبي في أوائل القرن العشرين.

## معرض الصور

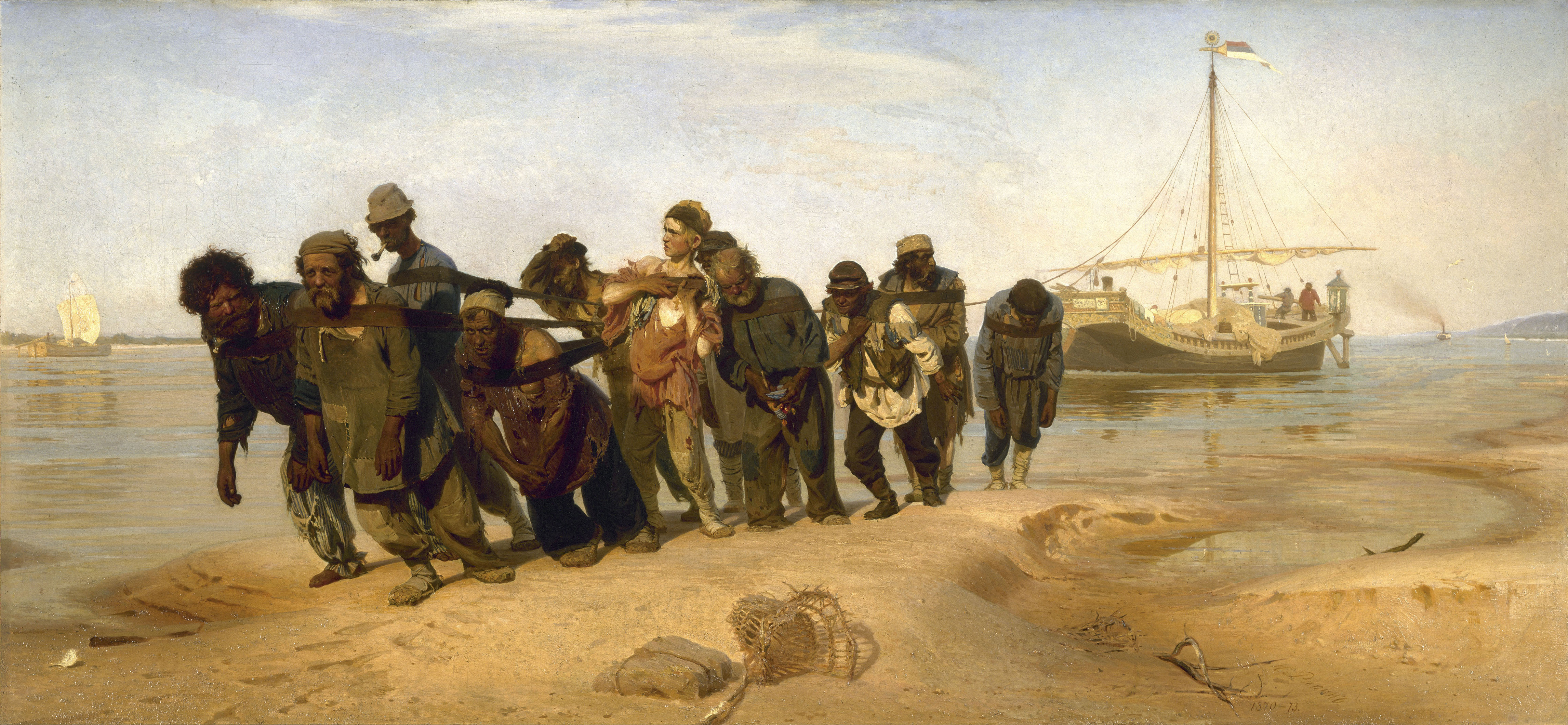
نواخذ على نهر الفولغا، 1870–73 (المتحف الروسي في سانت بطرسبرغ)
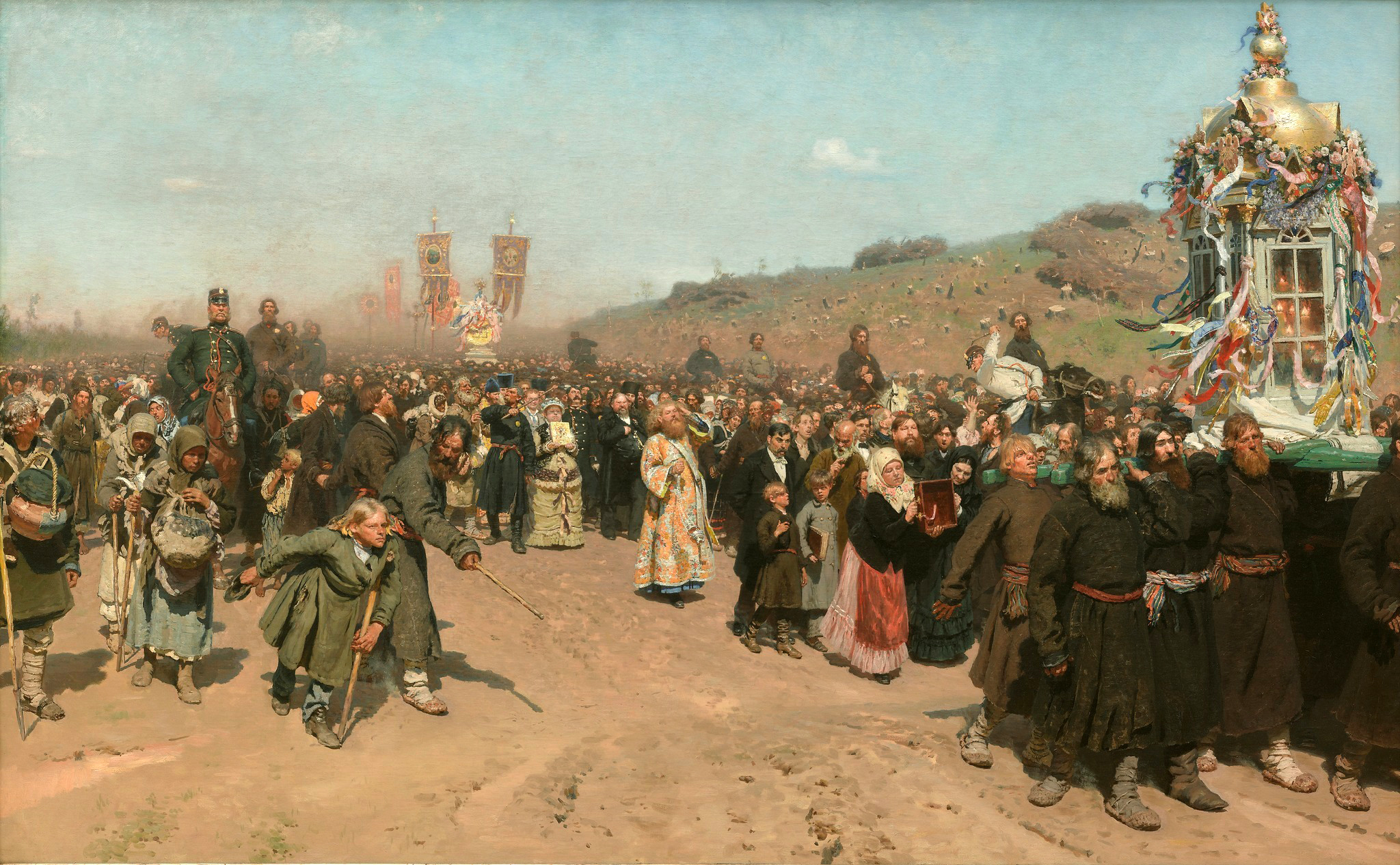
موكب ديني في مقاطعة كورسك
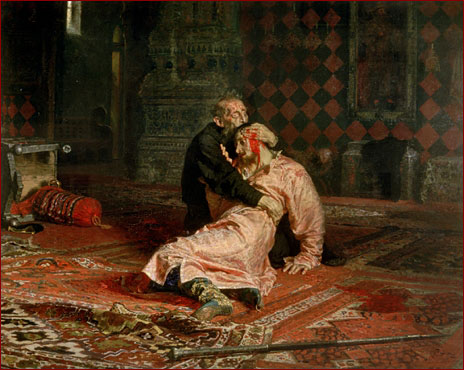
ايفان الرهيب يقتل نجله on Friday, November 16, 1581, 1870–1873 (غاليري تريتياكوف
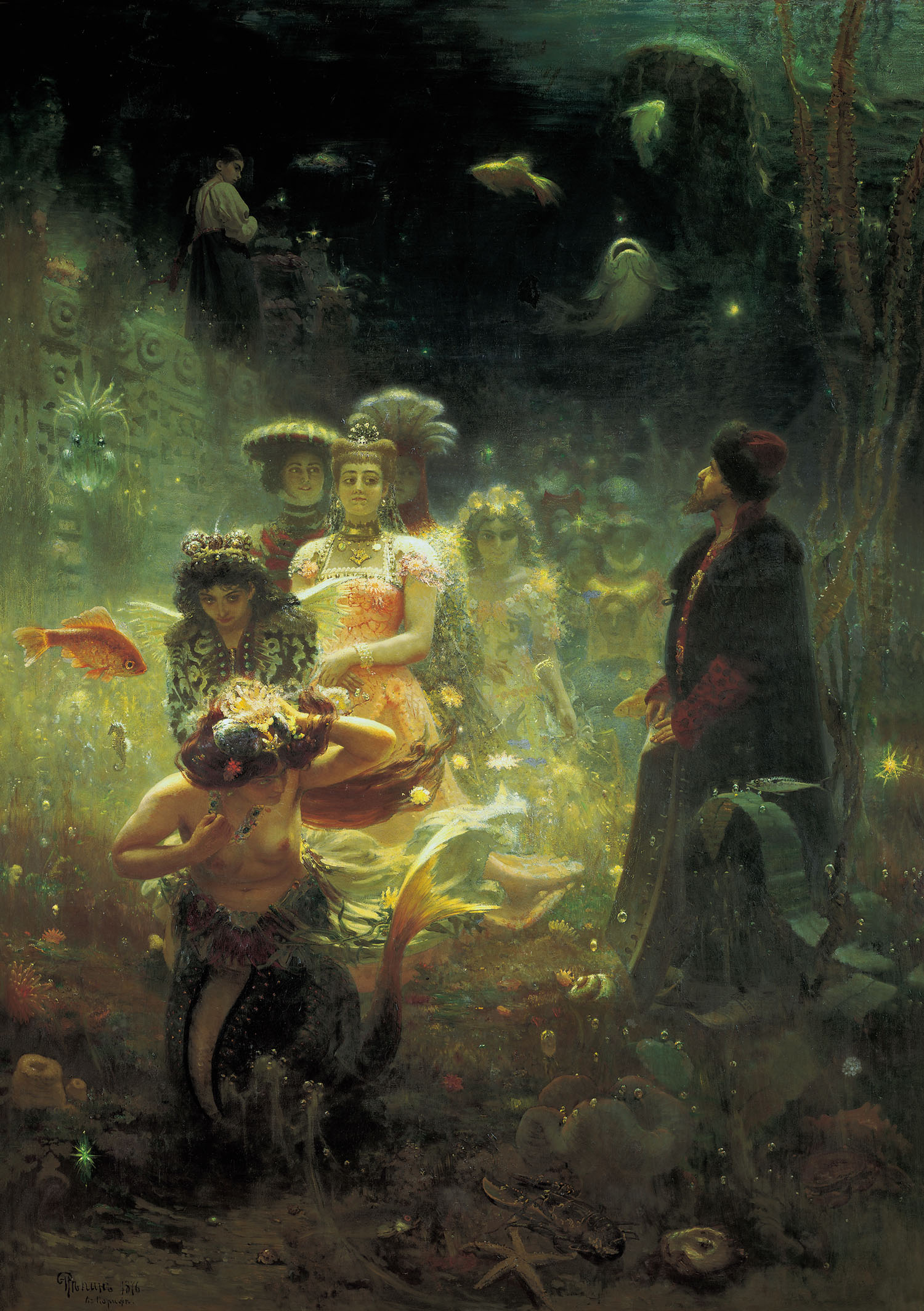
سادكو في مملكة ماتحت الماء، 1876 (المتحف الروسي)
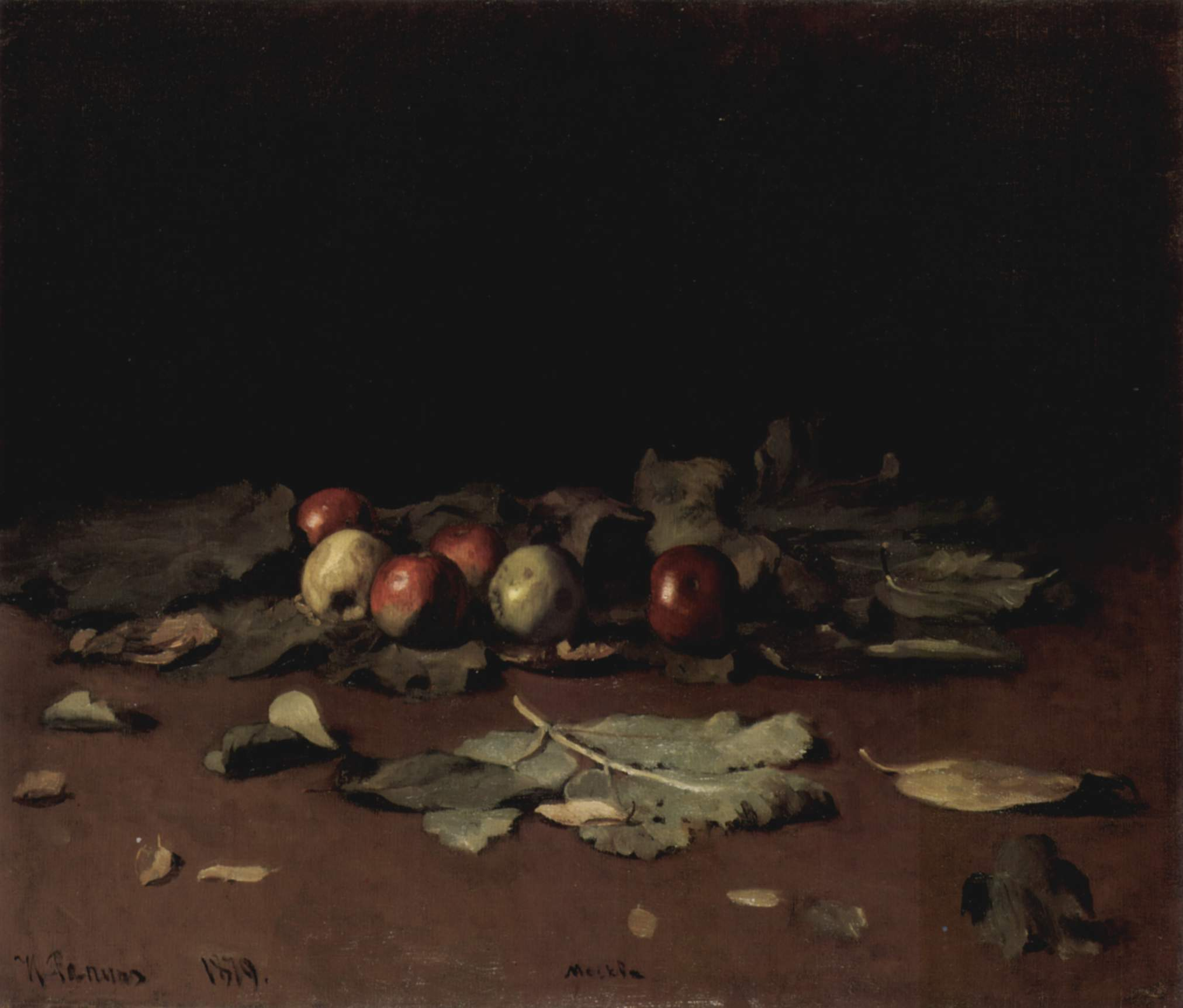
تُفاح وأوراق 1879 (متحف روسيا)
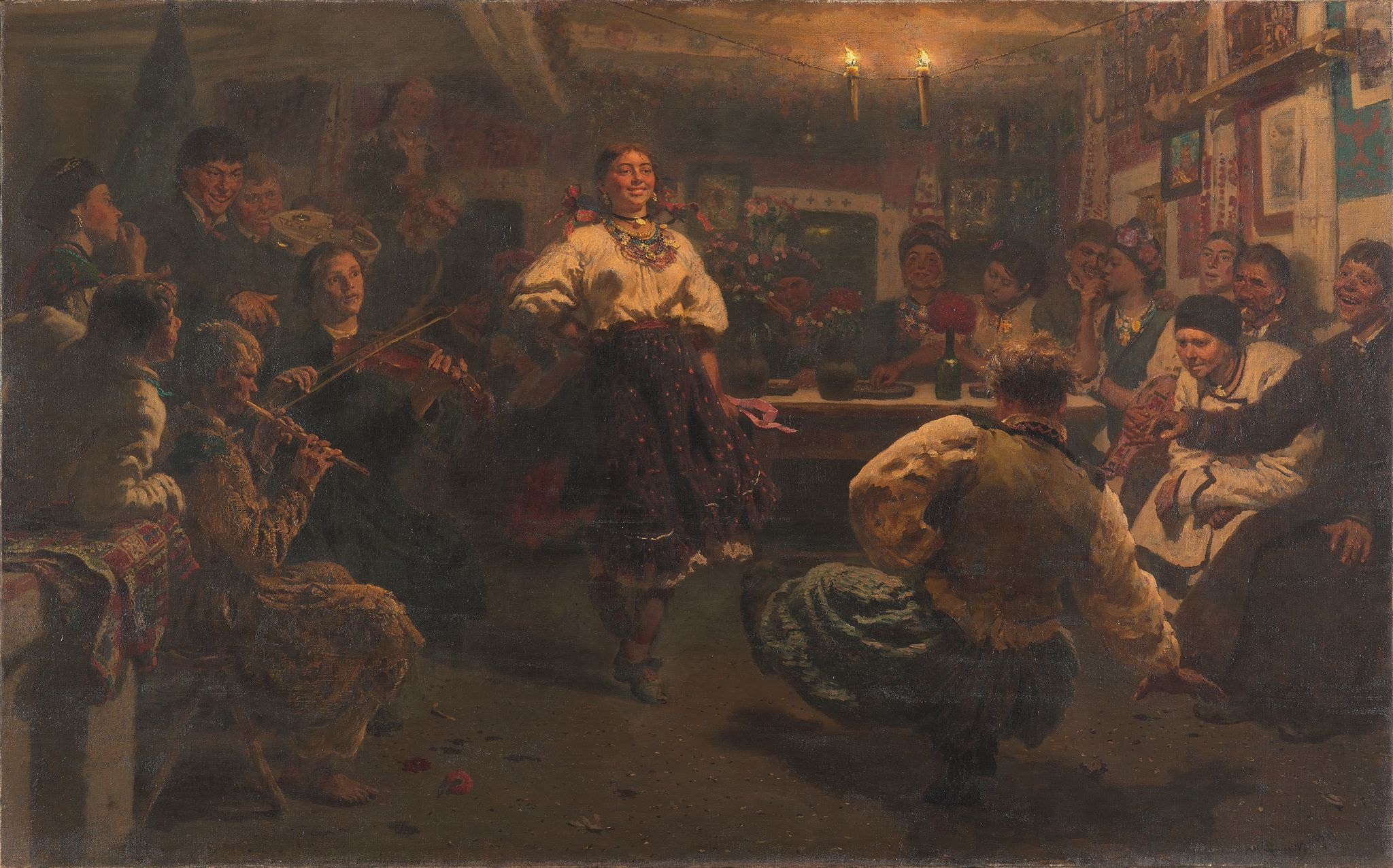
حفلة 1883
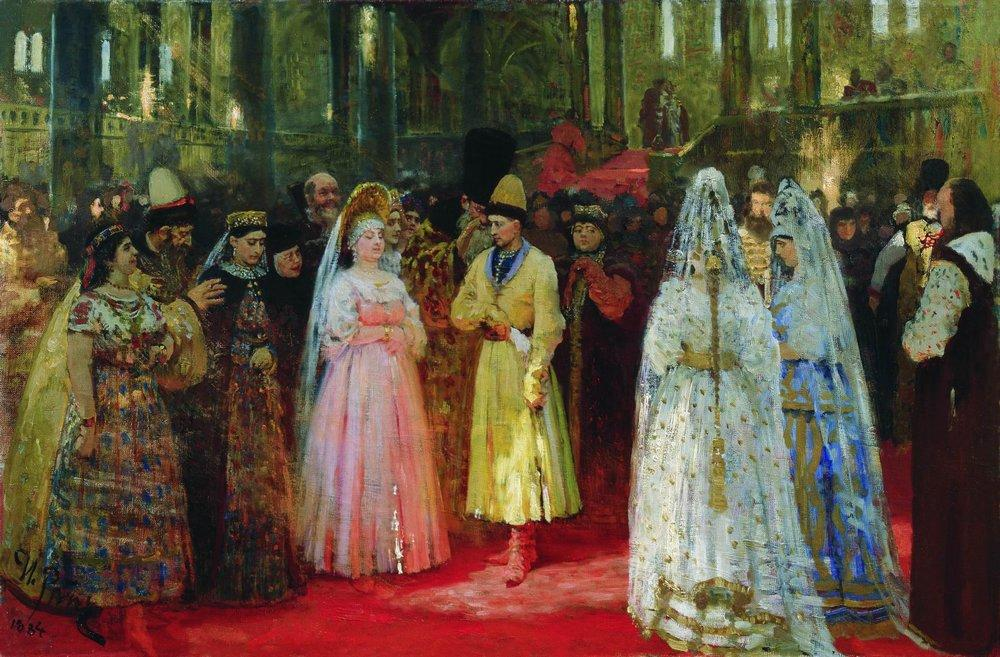
Grand Duke Choosing His Bride 1885
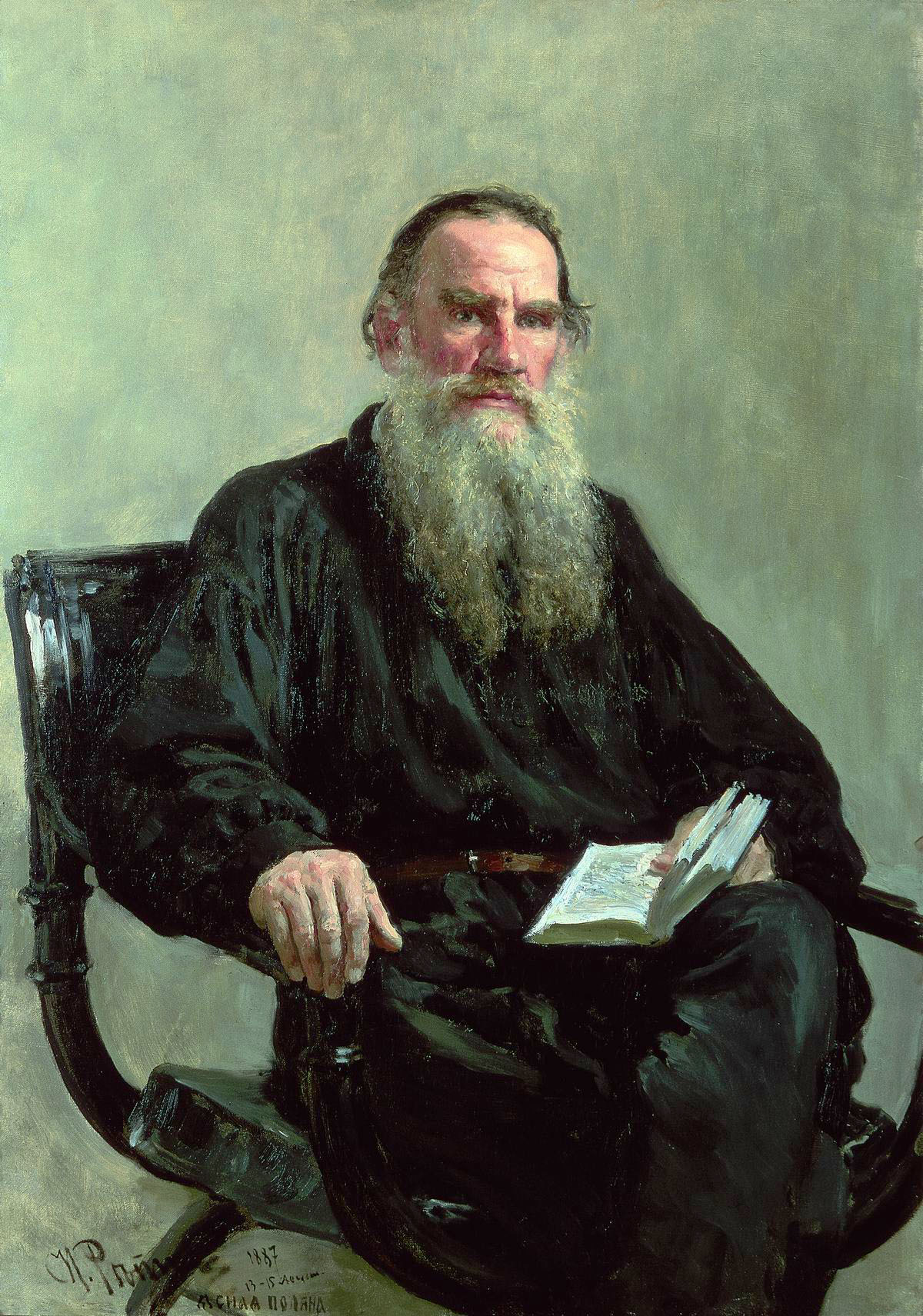
صورة شخصية ليو تولستوي 1887
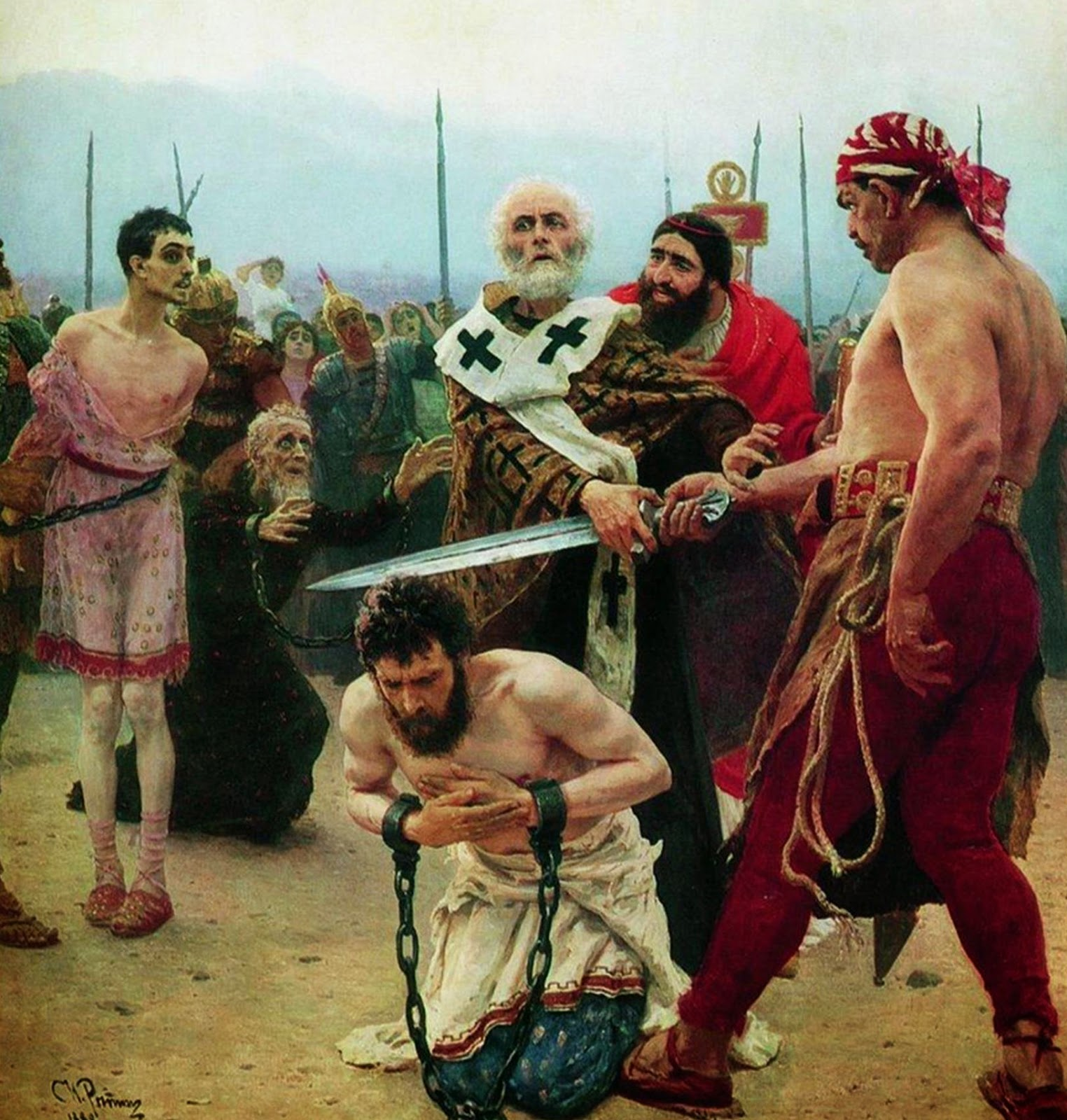
القديس نقولا في ليقيا 1889
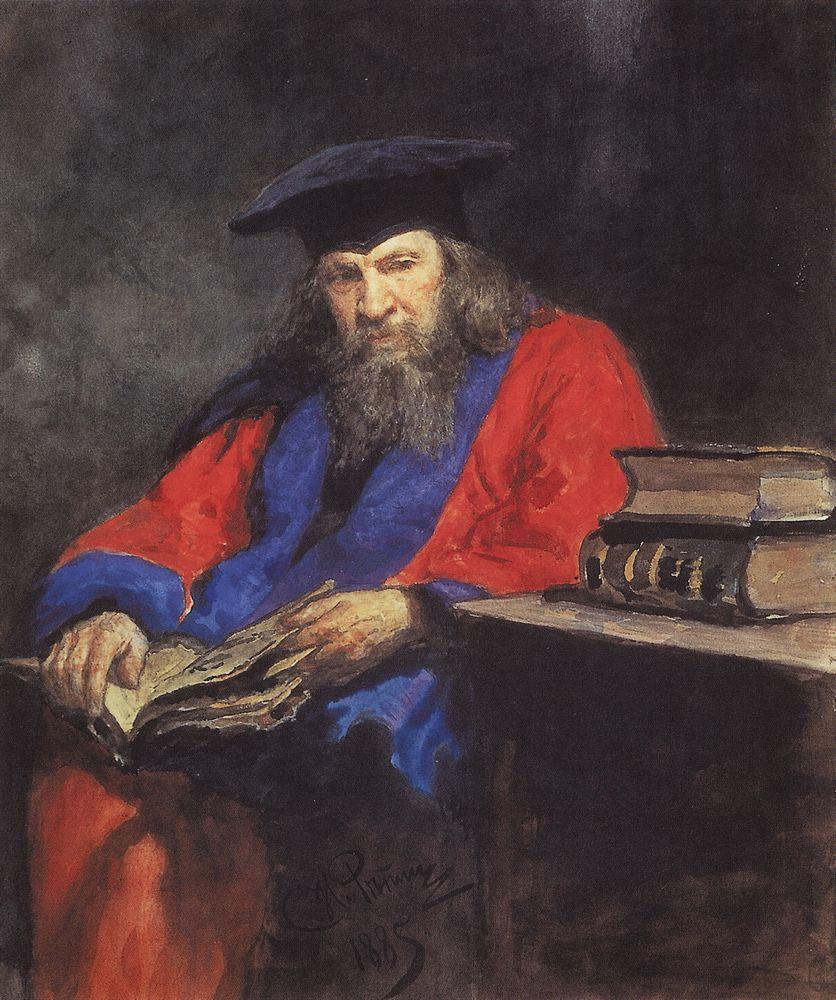
صورة شخصية لـديميتري مندلييف
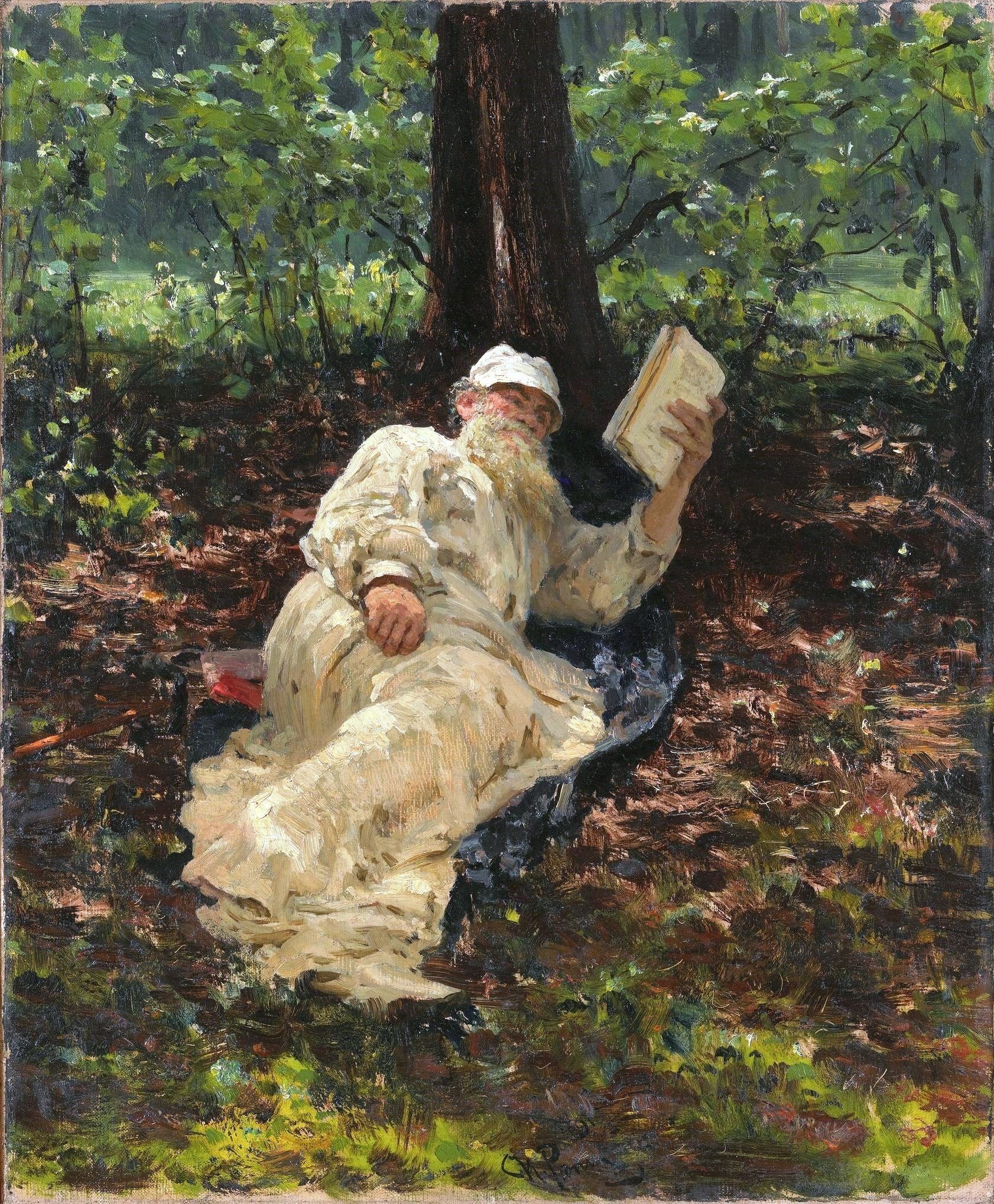
صورة شخصية ليو تولستوي 1893
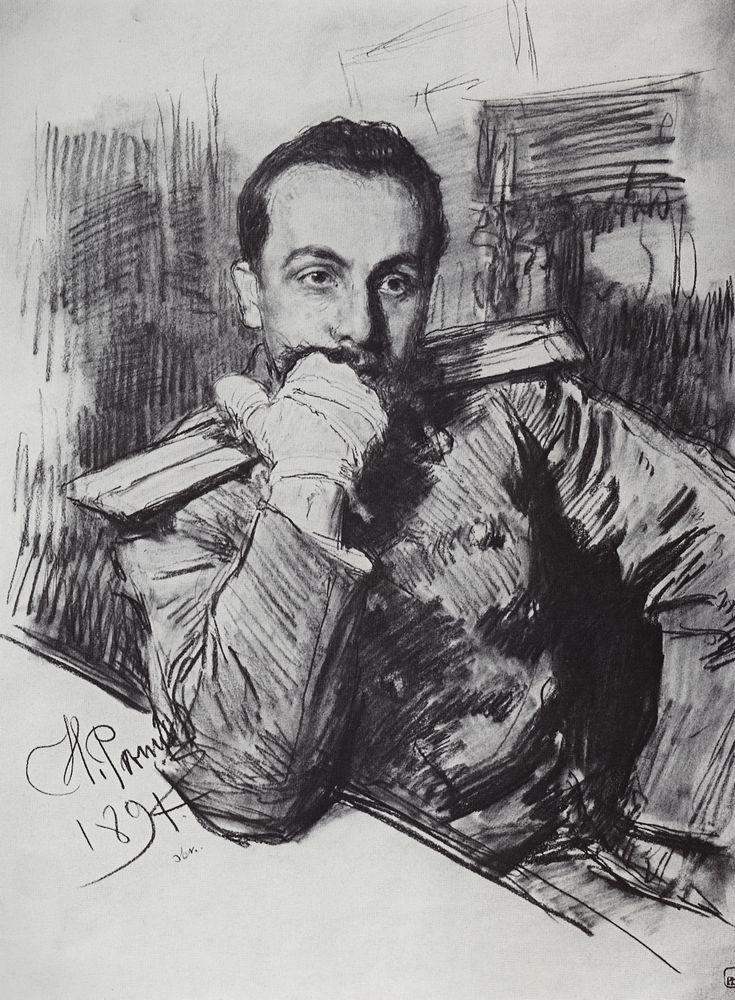
Portrait of writer Alexander Zhirkevich 1894
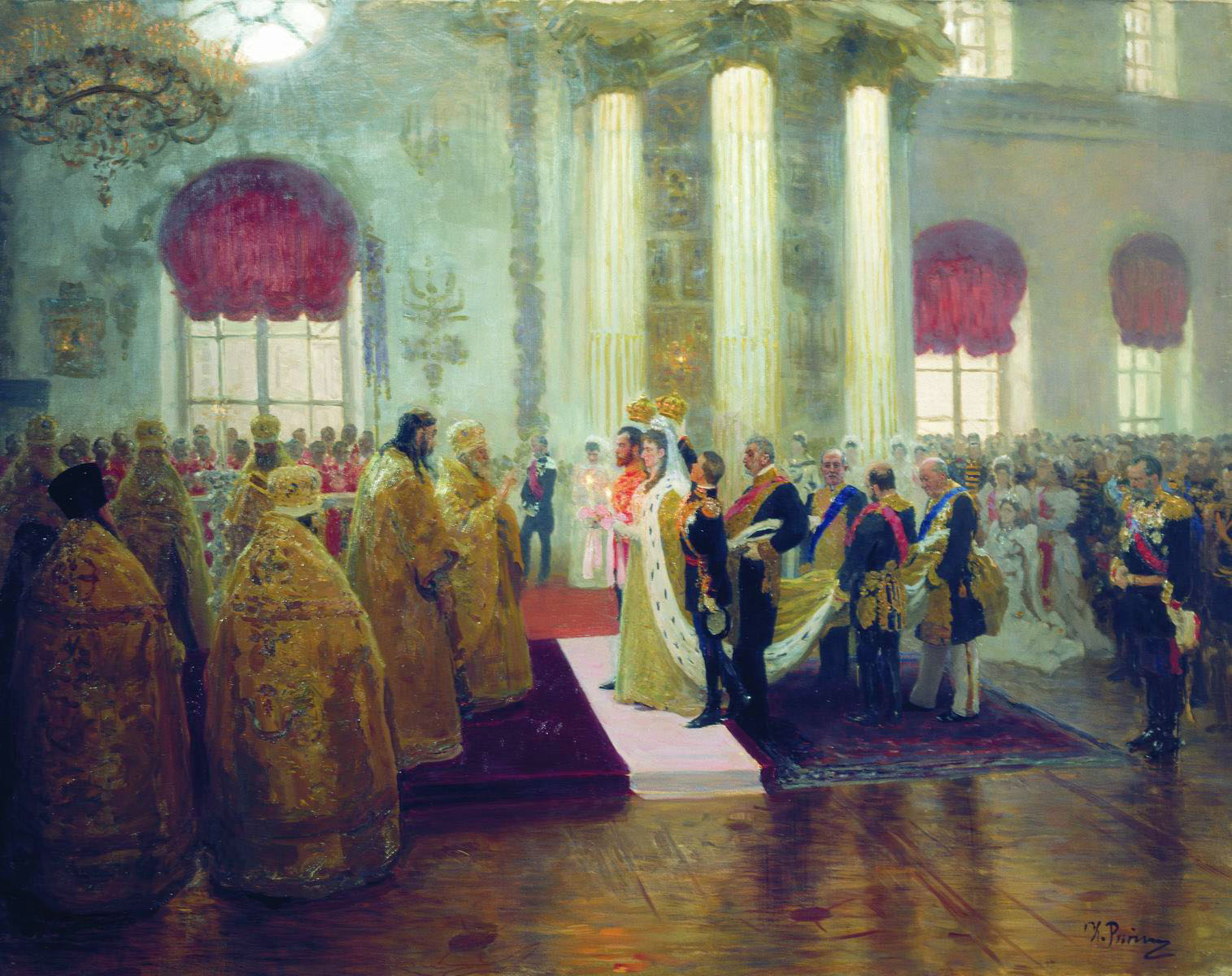
زواج نيقولا الثاني إمبراطور روسيا وألكسندرا فيودورفنا عام 1894
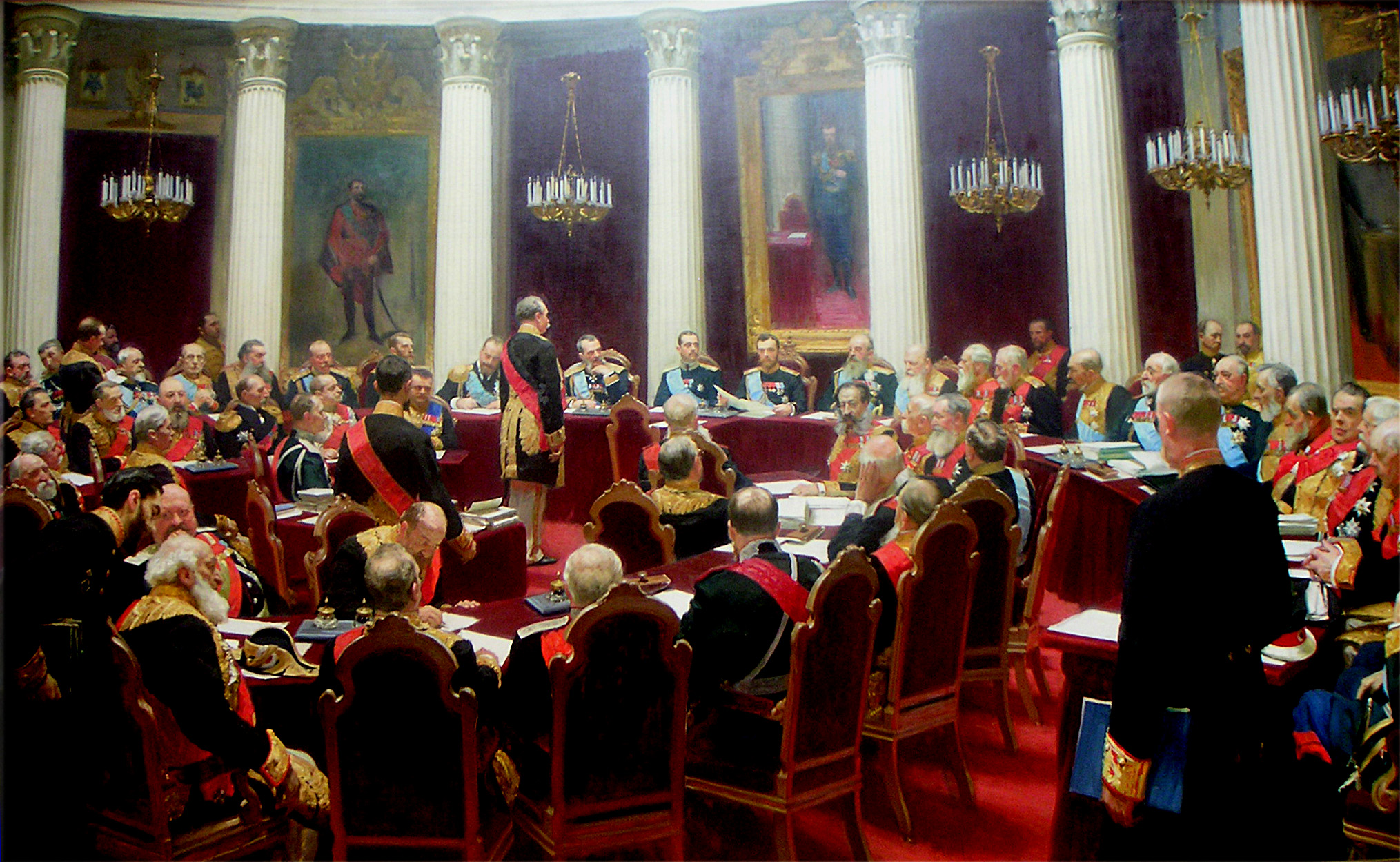
جلسة احتفالية لمجلس الدولة 1900
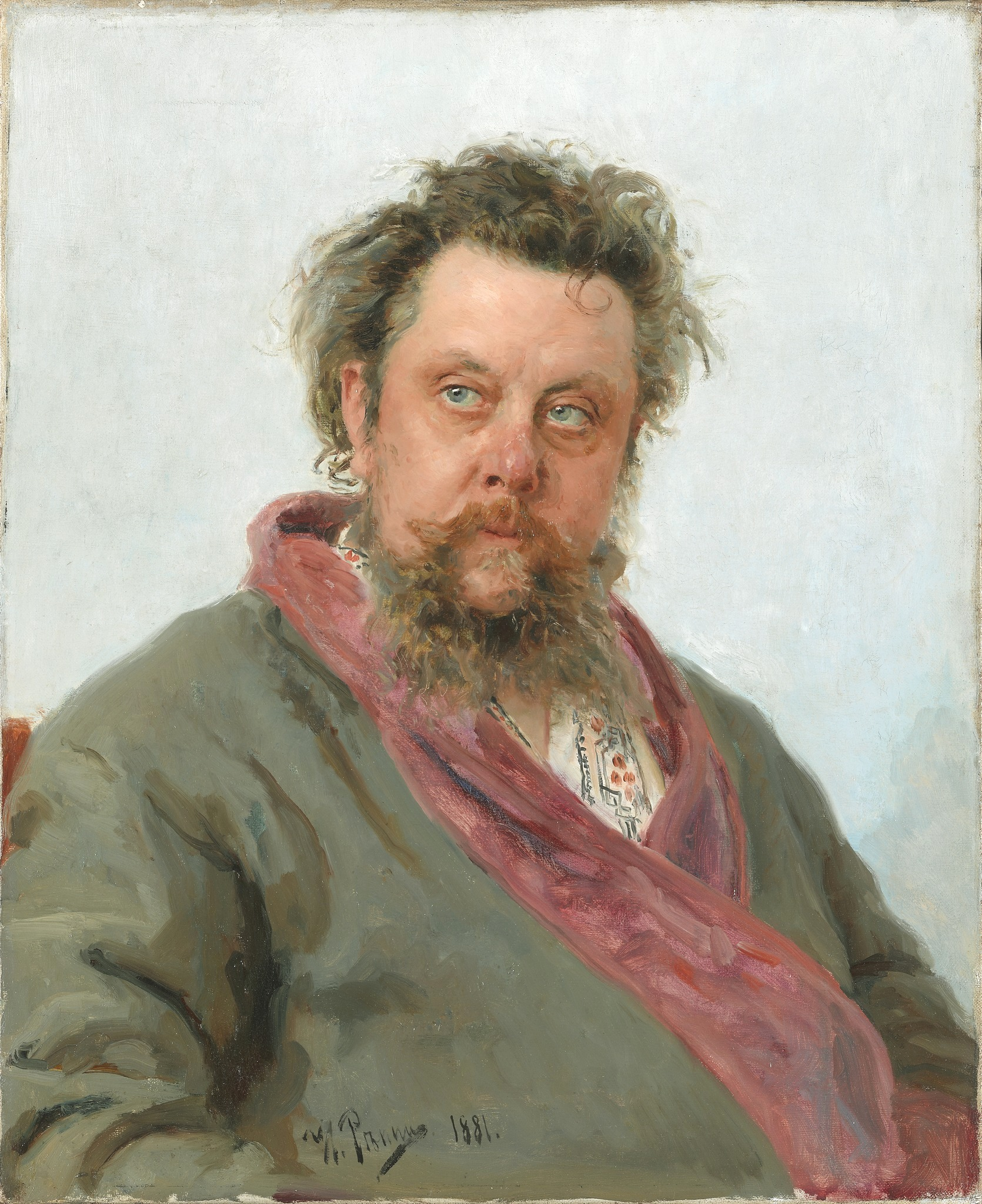
موديست موسورسكي
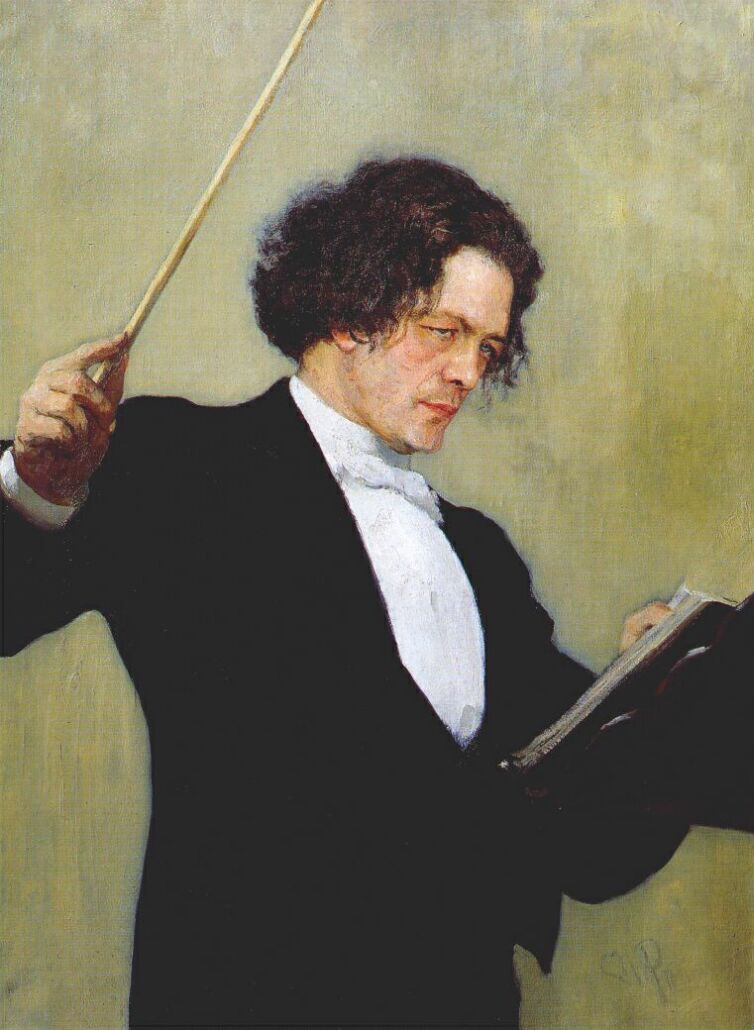
أنتون روبنشتاين
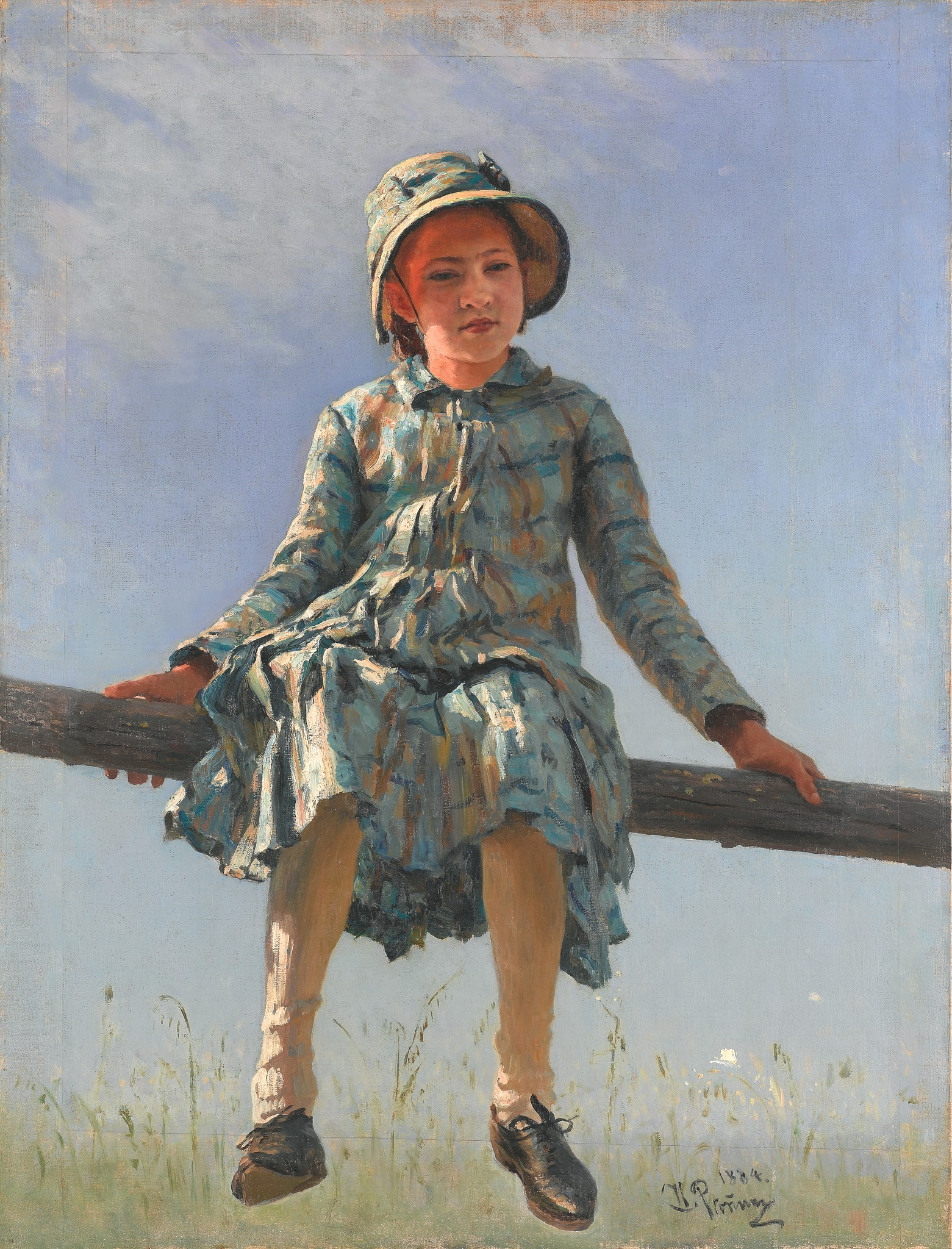
أبنة الرسام
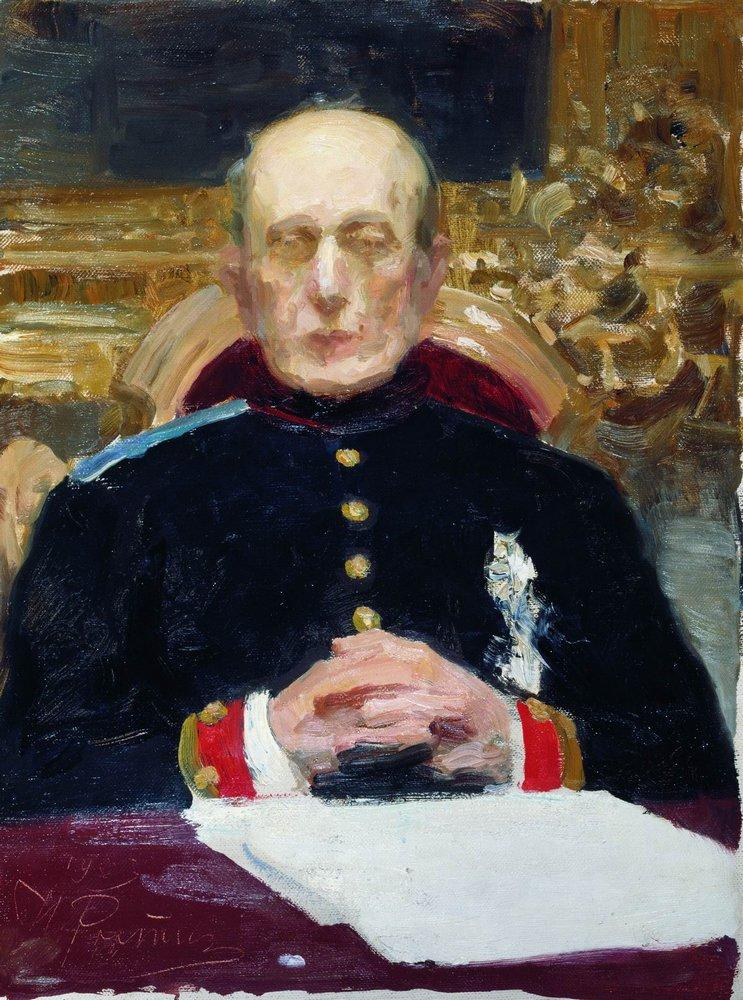
Konstantin Pobedonostsev
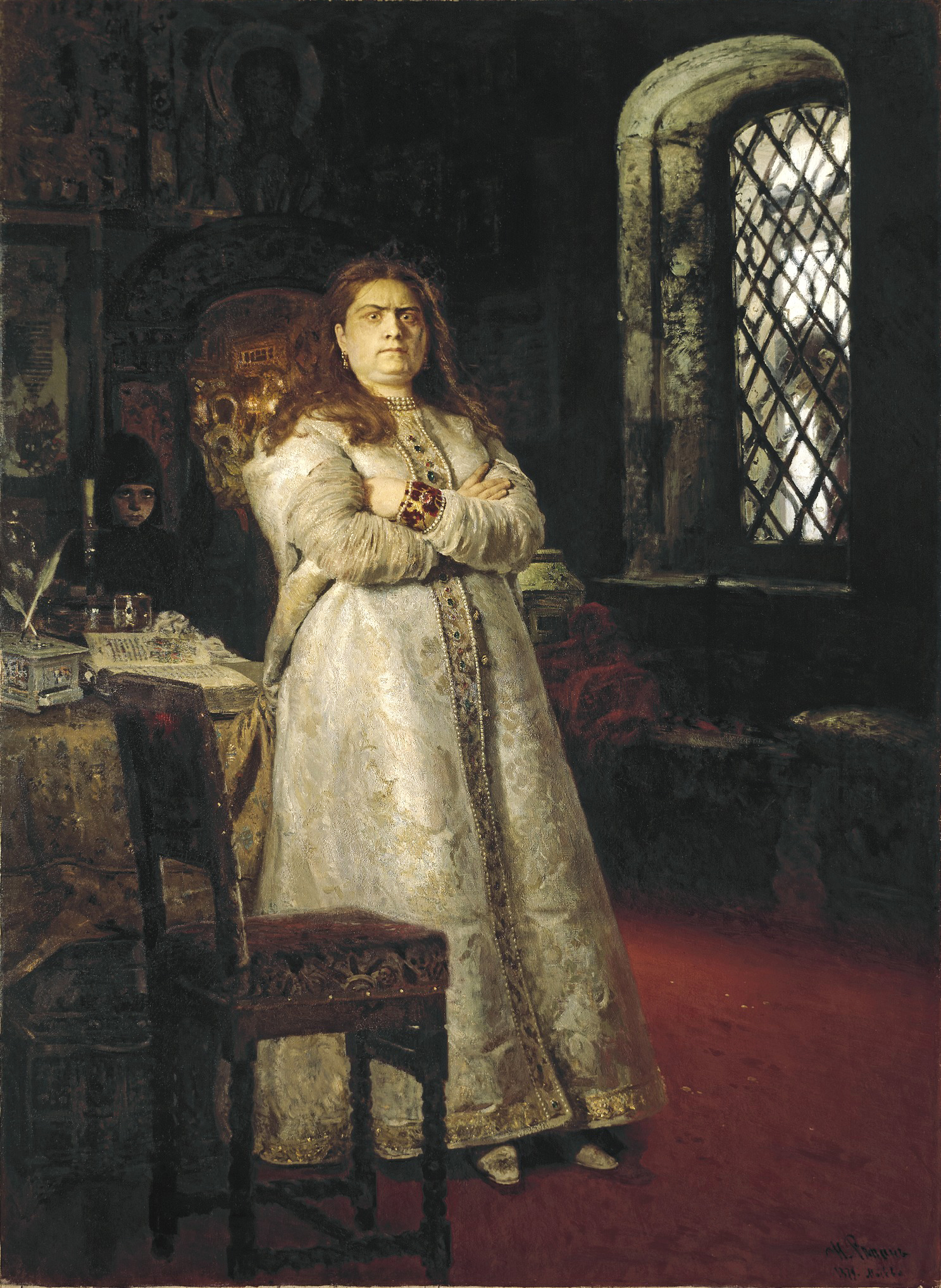
صوفيا ألكسيفنا أميرة روسيا
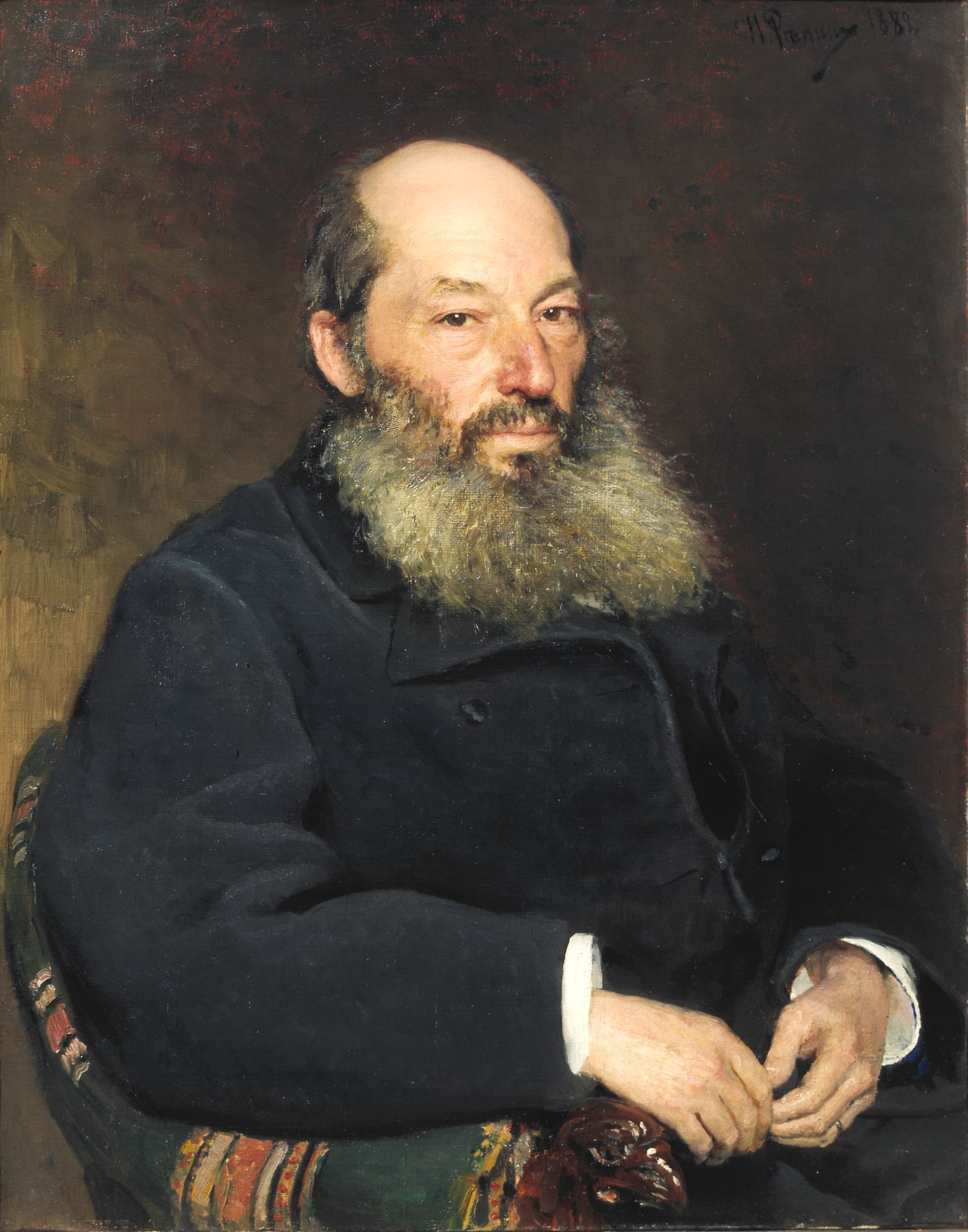
Afanasy Fet
Vladimir Stasov
بولس ترتياكوڤ  [لغات أخرى]‏
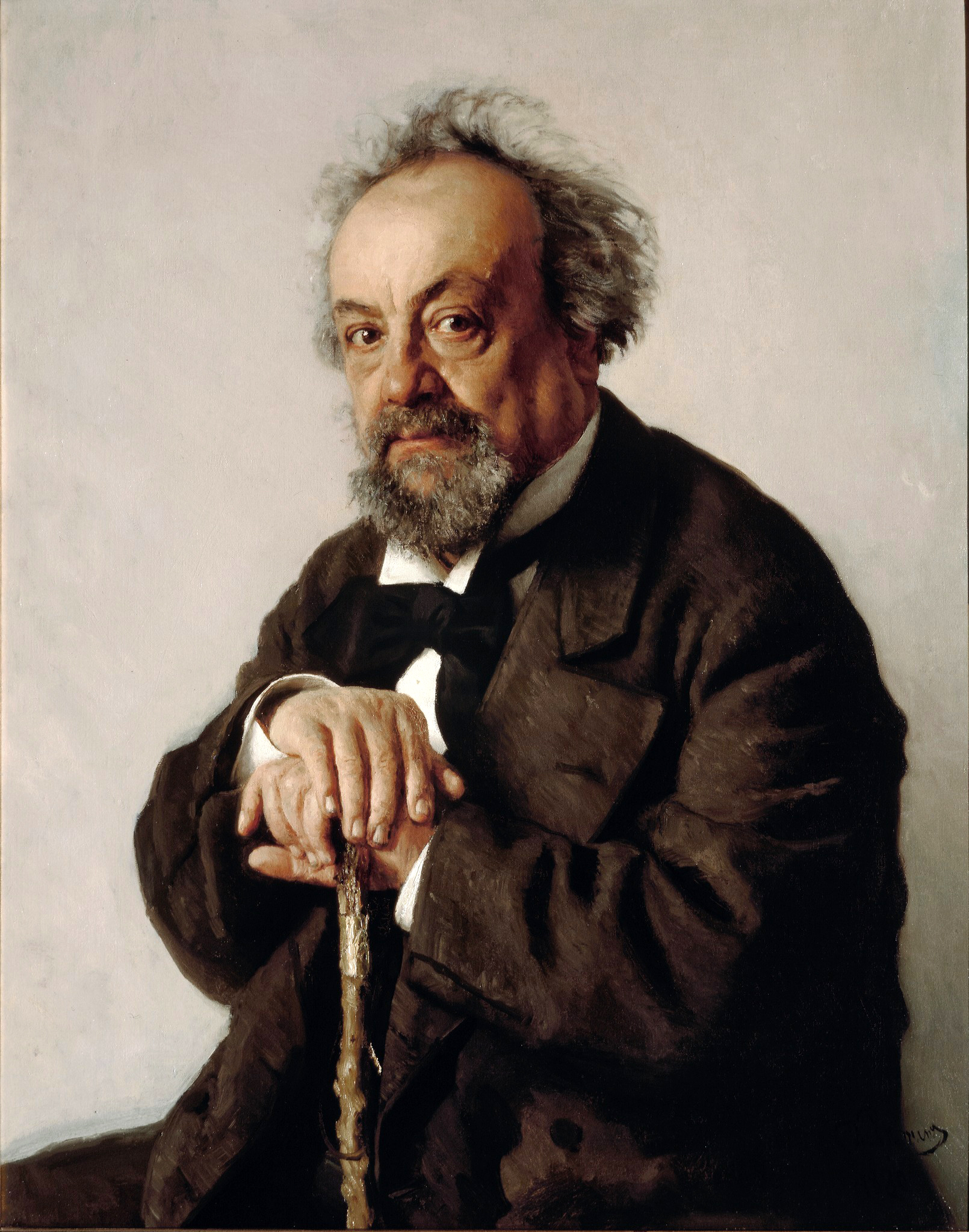
أليكسي بيسيمسكي
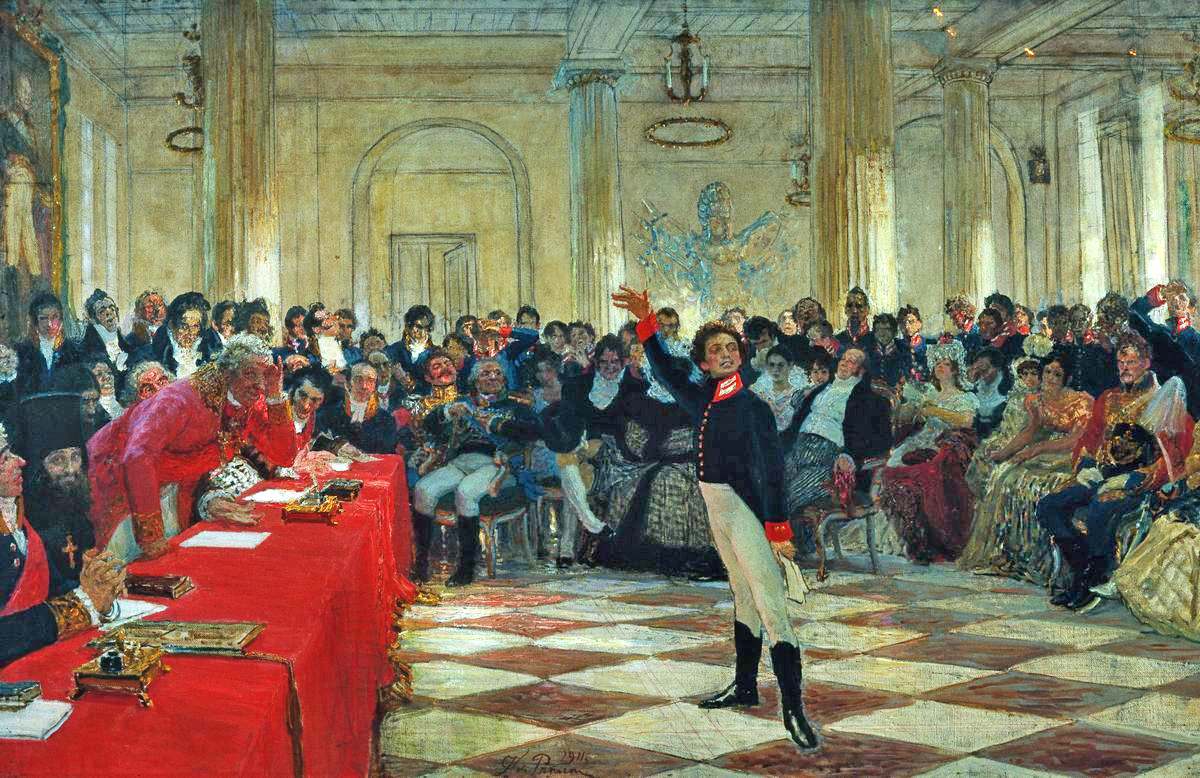
ألكسندر بوشكين يلقي قصيدته أمام ديرزافين  [لغات أخرى]‏ (1911)
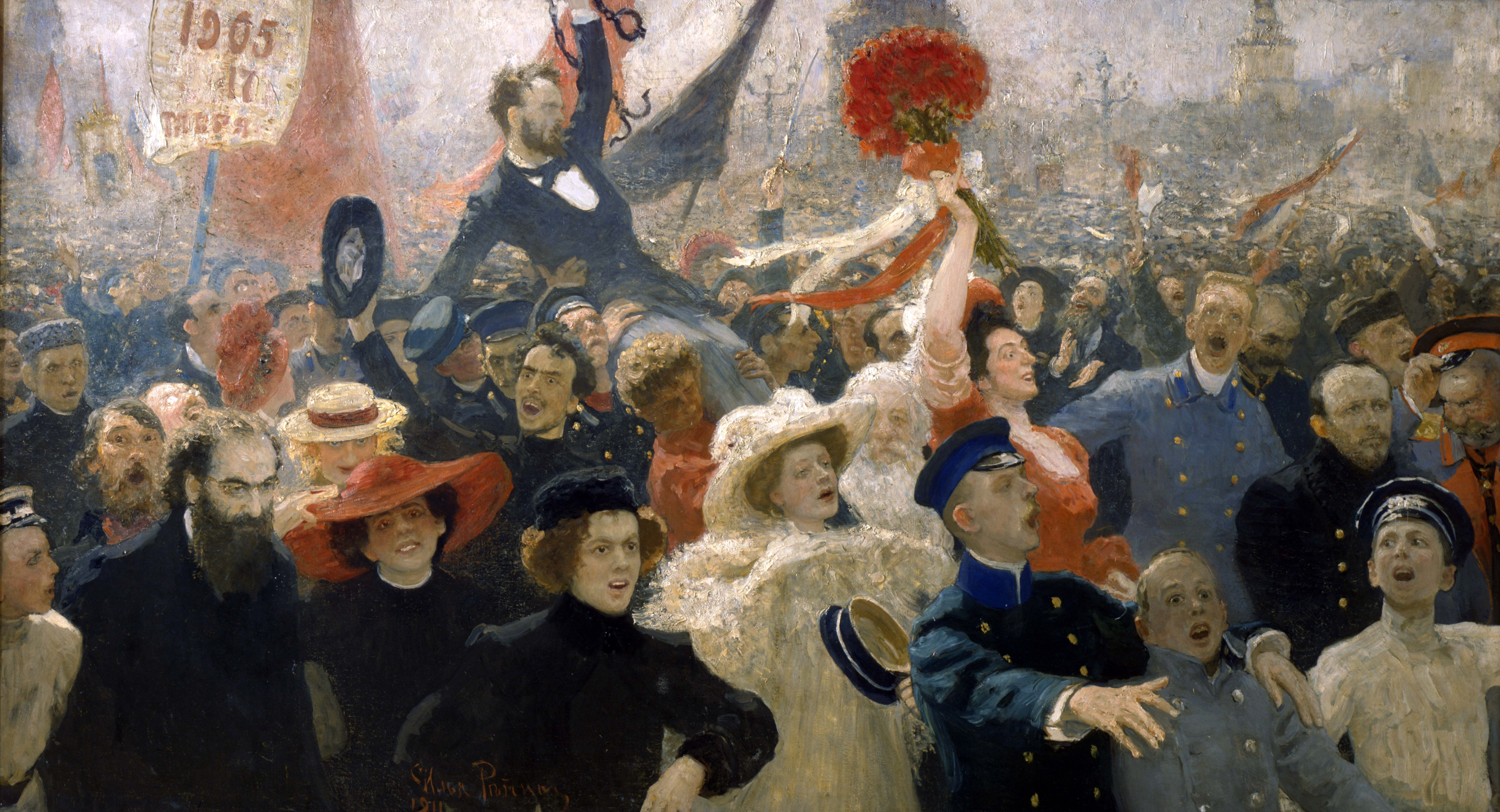
17 October 1905, 1906–1911
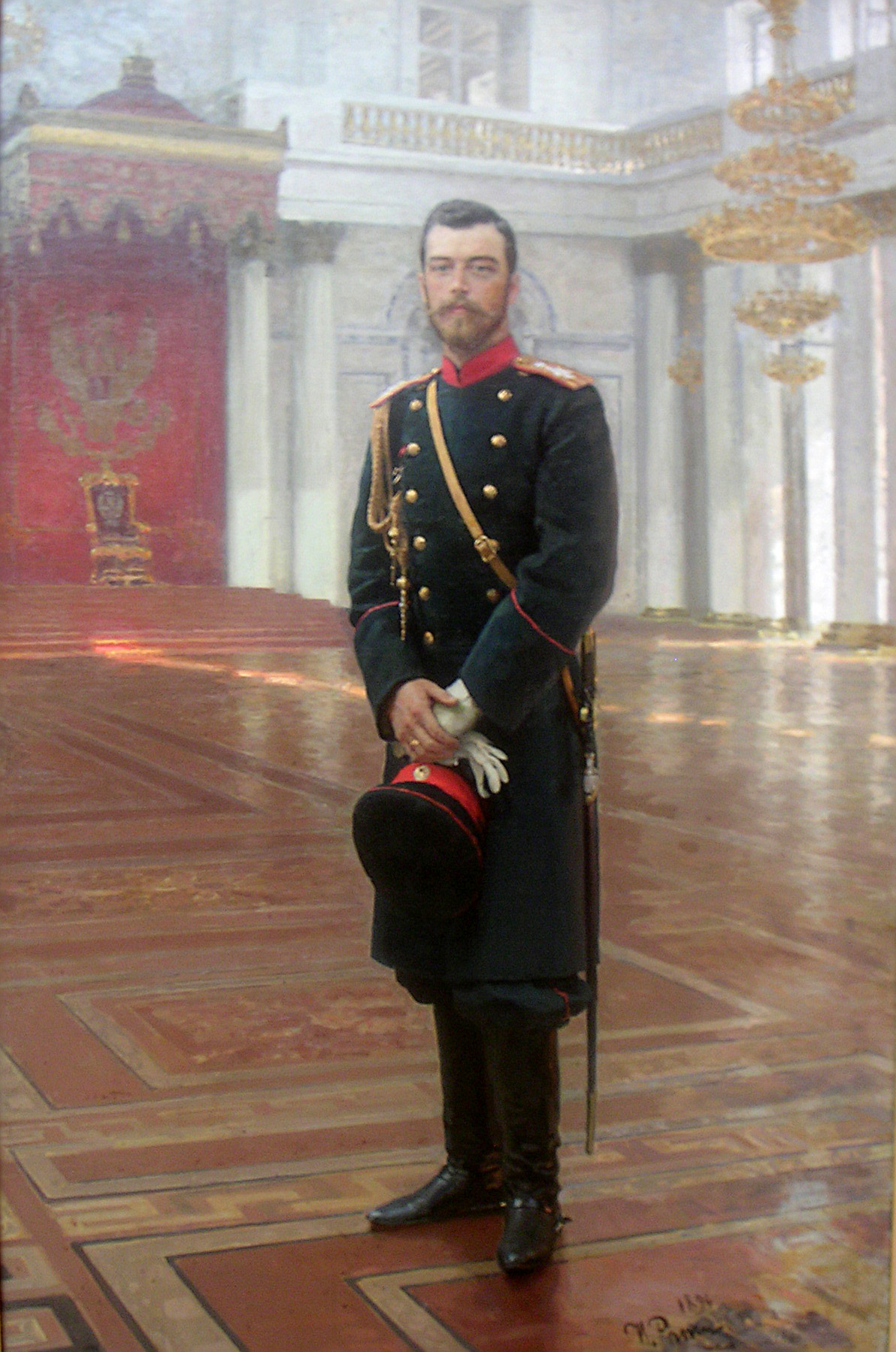
الامبراطور نيكولاس الثاني (رسمة)
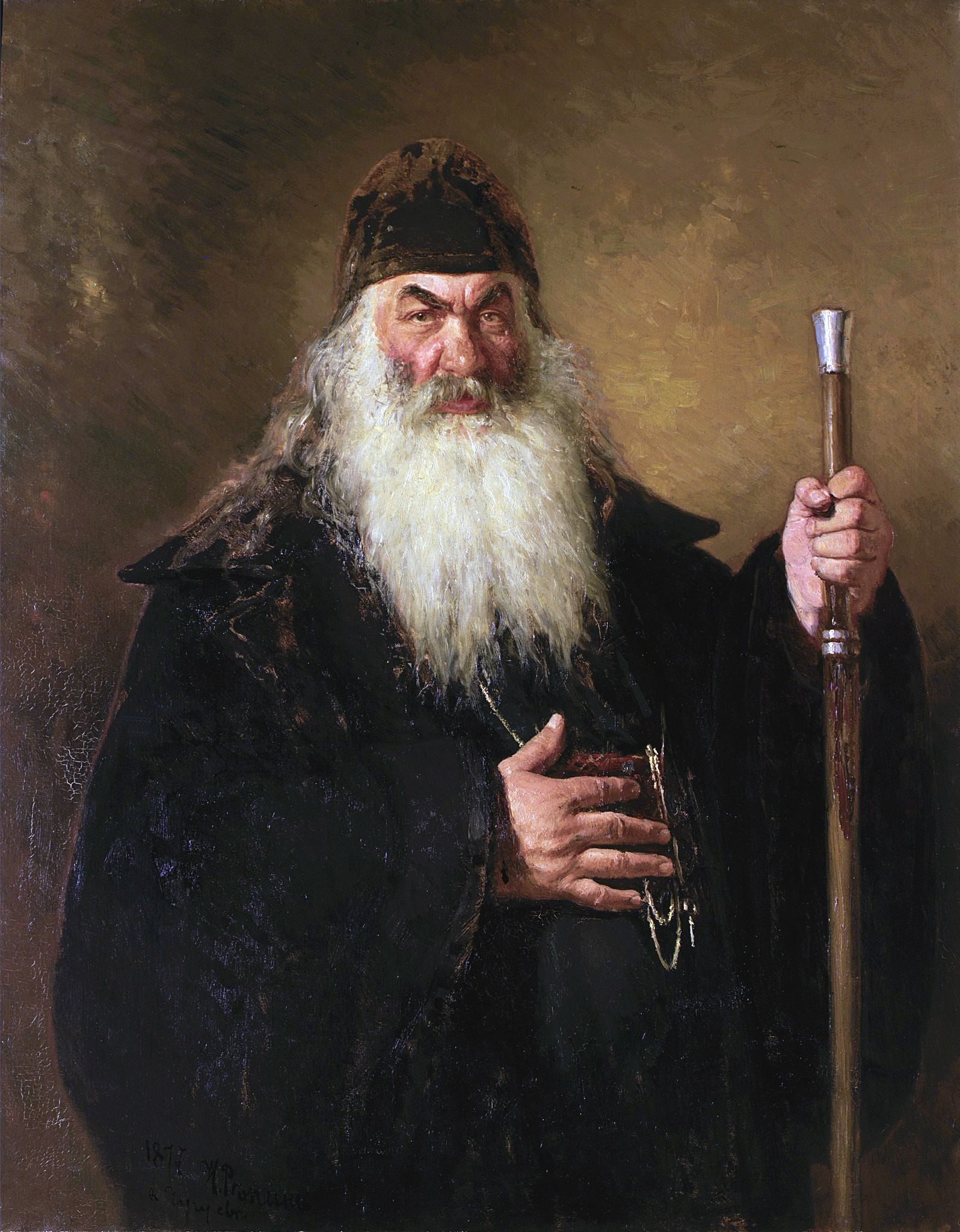
Protodeacon, 1877 (Tretyakov Gallery)
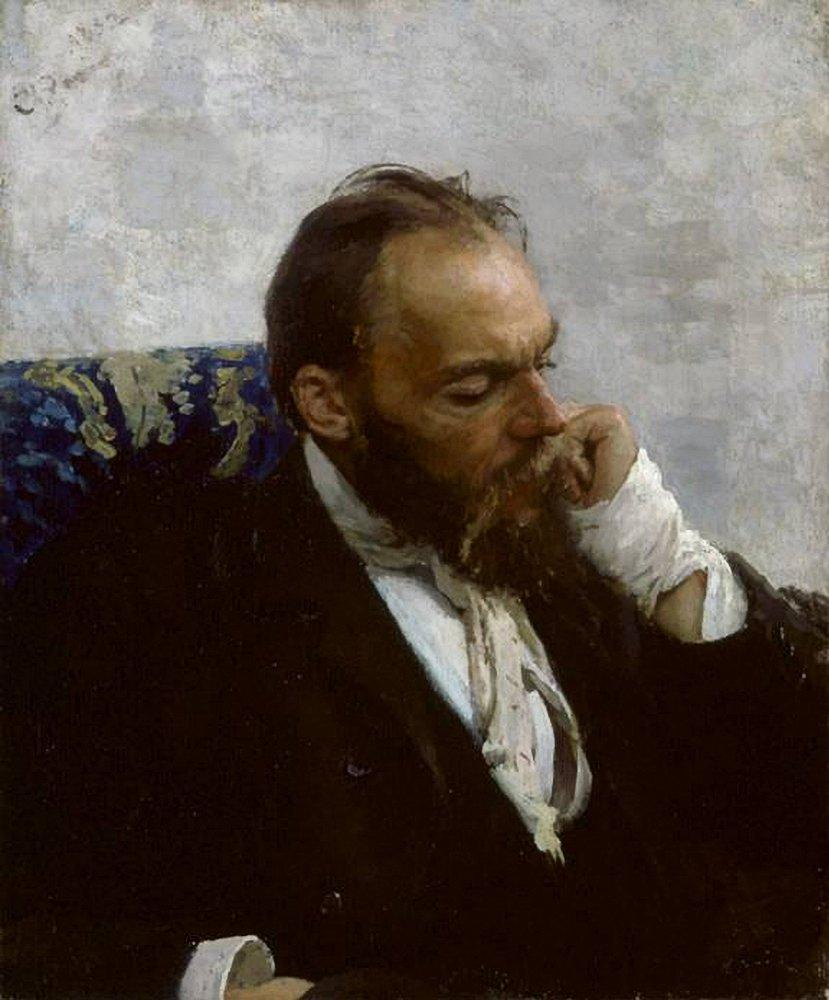
Portrait of Professor Ivanov, 1882
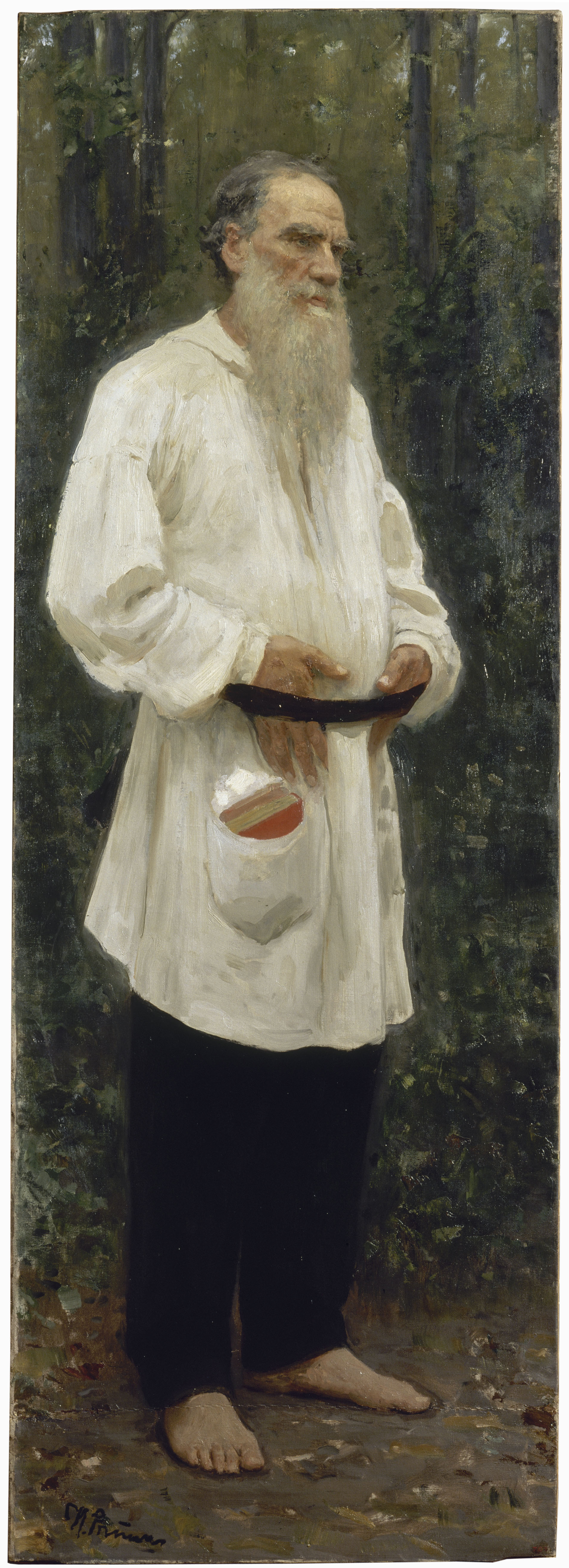
Portrait of ليو تولستوي in peasant dress, 1901
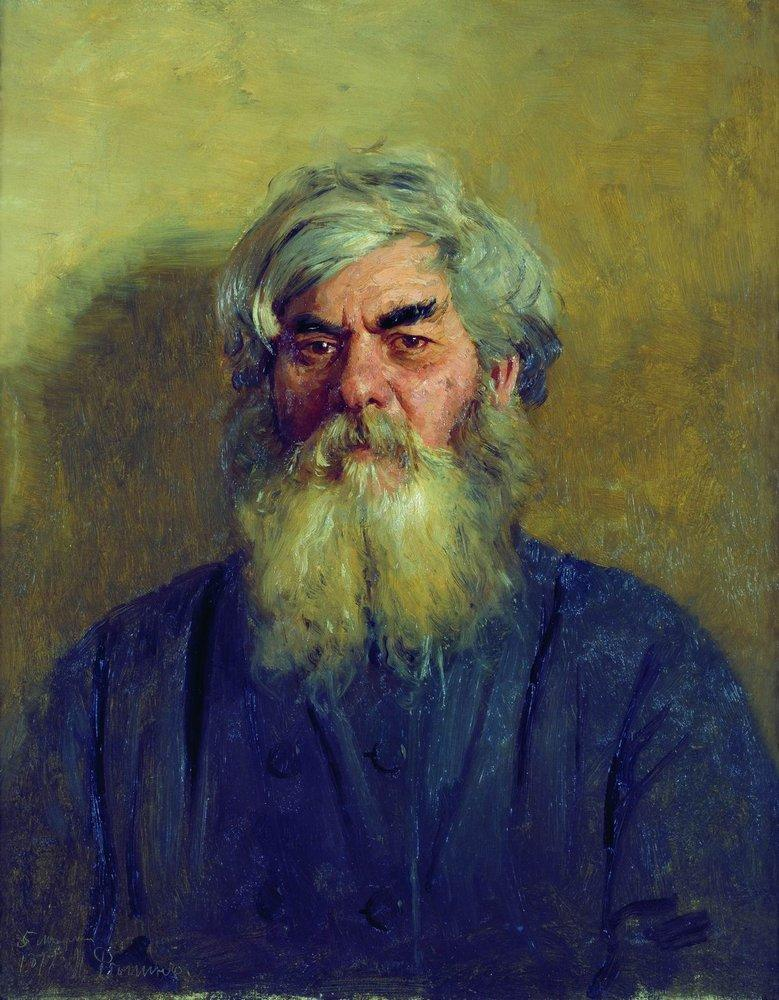
"Muzhik with an evil eye" (1877), portrait of I.F. Radov, the artist's godfather.

## روابط خارجية
- إيليا ريبين على موقع الموسوعة البريطانية (الإنجليزية)
- إيليا ريبين على موقع ميوزك برينز (الإنجليزية)
- إيليا ريبين على موقع ديسكوغز (الإنجليزية)